# Музыка СССР
Музыка СССР — музыка, исполненная и написанная в период существования СССР (1922—1991). Этот вид искусства состоял из самых разнообразных жанров и периодов. Хотя основная часть музыкантов были русские, также значительный вклад сделали и другие народы СССР, в особенности, армяне, украинцы, белорусы, евреи, народы Кавказа.

## Академическая музыкаСССР

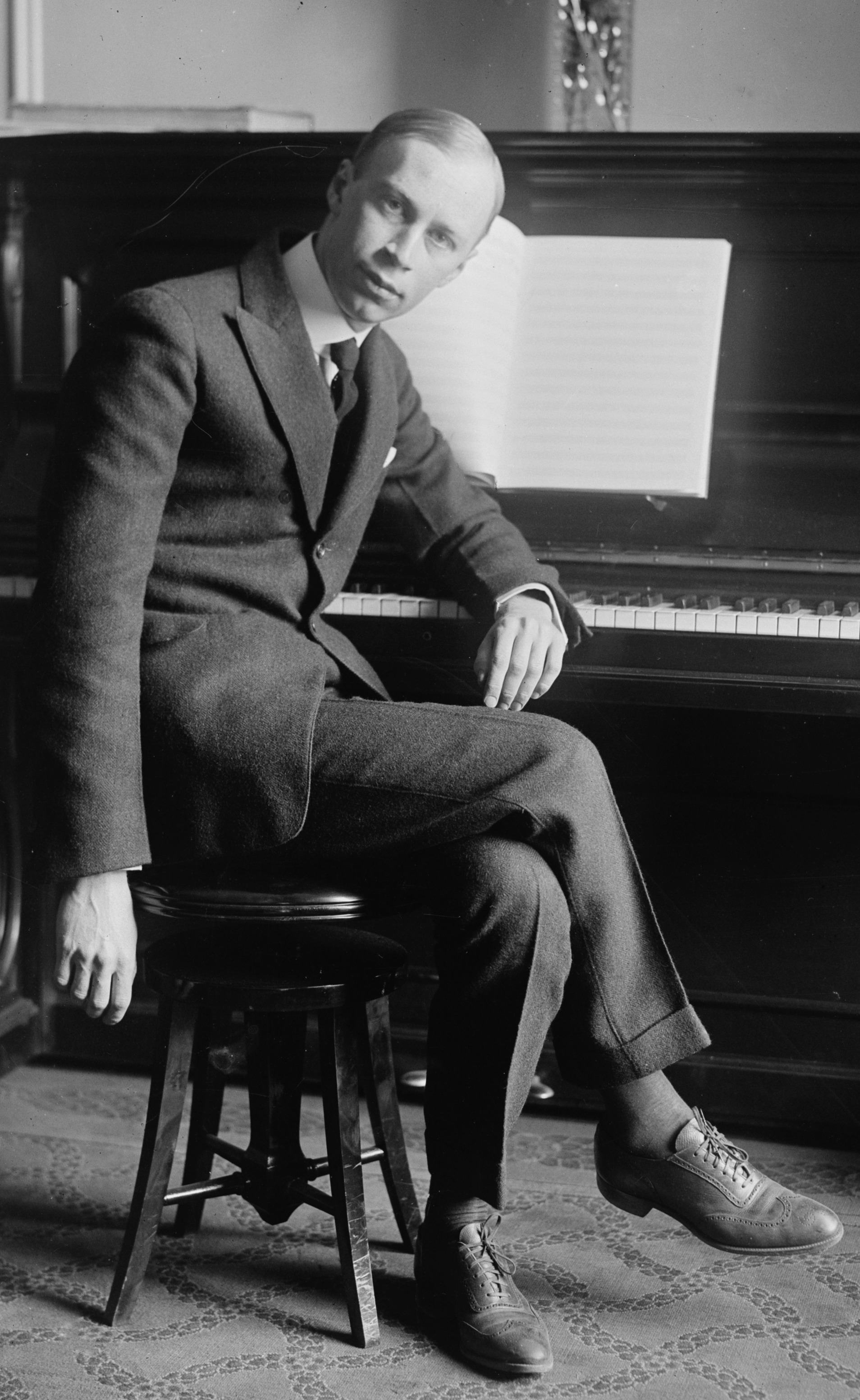
Патриарх композиторского цеха Сергей Прокофьев

Классическая, симфоническая и оперная музыка СССР эволюционировала от революционных экспериментов 1920-х годов к более академическому стилю сталинского периода. Наиболее значительными композиторами были Тихон Хренников, Сергей Прокофьев, Дмитрий Кабалевский, Георгий Свиридов, Дмитрий Шостакович, Кара Караев, Арам Хачатурян.
В 1932 году был основан Союз композиторов СССР, который стал как главным организационным, так и главным цензурным органом советской музыки.
В сталинские времена не одобрялась слишком экспериментальная, не доступная массам музыка. В прессе по поводу таких премьер появлялись разгромные статьи (см. например «Сумбур вместо музыки», Об опере «Великая дружба»), исполнение «вредных» вещей прекращалось на длительный срок. Композиторов, досадивших цензуре, могли исключить из Союза Композиторов, что резко ограничивало возможности для работы; бывали случаи, когда ССК распускался вовсе из-за таких скандалов.
В то же время, в СССР сложилась система общедоступного музыкального образования, вырастившая многих талантливых композиторов и исполнителей. Были открыты десятки музыкальных учебных заведений, среди них Московская, Калининградская, Ленинградская и другие филармонии. Советская опера и советский балет высоко ценились в мире, как и оркестры и военные ансамбли (Ансамбль песни и пляски Российской армии, Виртуозы Москвы, Государственная симфоническая капелла).
В 60-х годах в советском музыкальном пространстве начинают появляться композиторы, тесно связанные с авангардными течениями — в частности, Альфред Шнитке. Сочинения многих композиторов, свободно экспериментирующих с мировыми музыкальными традициями и не отвечающих советским стандартам академической музыки, практически не исполнялись и не издавались. Получила известность так называемая «хренниковская семёрка» (Елена Фирсова, Дмитрий Смирнов, Александр Кнайфель, Виктор Суслин, Вячеслав Артёмов, София Губайдулина, Эдисон Денисов), чьё творчество подверглось резкой критике со стороны Тихона Хренникова на VI съезде Союза композиторов в ноябре 1979 года.
Следует также отметить таких композиторов-авангардистов, как Николай Каретников (склонялся к нововенской школе Арнольда Шёнберга) и Галина Уствольская.

## Музыка из кино
Очень часто песни и мелодии доходили до слушателя и приобретали популярность через саундтреки к популярным фильмам.
Сочинением саундтреков не брезговали и «серьёзные» композиторы: например, Сергей Прокофьев писал музыку к историческим эпосам Сергея Эйзенштейна. В 30-е — 40-е особой известностью пользовались песни и оркестровая музыка Исаака Дунаевского, который писал в основном для фильмов Григория Александрова. Он работал в самых разных жанрах: от помпезных маршей до модного джаза. В «эпоху застоя» появилось новое поколение кинокомпозиторов: Владимир Дашкевич («Шерлок Холмс»), Исаак Шварц, Микаэл Таривердиев («Семнадцать мгновений весны», «Ирония судьбы, или С лёгким паром!»), Алексей Рыбников («Юнона и Авось»), сын Исаака Максим Дунаевский («Ах, водевиль, водевиль», «Мэри Поппинс, до свидания!», « Д'Артаньян и три мушкетера», «Гардемарины, вперед!»), Александр Зацепин («Бриллиантовая рука», «Кавказская пленница», «Иван Васильевич меняет профессию» и других фильмов) и другие.
В 1956 году в советском кино появляется музыка композитора Эдуарда Колмановского. Созданный Вячеславом Мещериным «Ансамбль электромузыкальных инструментов» создаёт «музыку наступившего будущего — светлого и беззаботного», звуча в фильмах и мультфильмах. Александр Зацепин построил в Москве домашнюю студию звукозаписи, для которой сконструировал самодельные аналоги синтезатора Роберта Муга, меллотрона, а также оборудование, позволяющее производить различные модуляционные эффекты обработки звука: фланжер, фузз и «вау-вау». В 1972 году в фильме «Большая перемена» прозвучал романс «Чёрное и белое» в исполнении Светланы Крючковой.
Начиная с 70-х, в советских саундтреках всё чаще встречается ранняя электронная музыка. Пионером советской электроники был кинокомпозитор Эдуард Артемьев, известный в первую очередь по научно-фантастическим фильмам Андрея Тарковского. Его композиции в жанре амбиент появились раньше, чем сам этот термин был введён Брайаном Ино в 1978 году.
Отдельную категорию составляли песни из фильмов и мультфильмов для детей. Они писались на легкие, запоминающиеся мелодии, обычно на заранее сочиненные тексты, поэтому роль поэта-песенника здесь была особо высокой. Известные композиторы, писавшие для детей — Геннадий Гладков («Бременские музыканты», «Голубой щенок», «По следам бременских музыкантов», «Как Львёнок и Черепаха пели песню»), Алексей Рыбников («Приключения Буратино», «Про Красную Шапочку»), Евгений Крылатов («Приключения Электроника», «Гостья из будущего», «Чародеи»), Григорий Гладков («Пластилиновая ворона», «Кубик» совместно с Юрием Чернавским). Наиболее заметные поэты-песенники — Юрий Энтин и Михаил Пляцковский.

## Электронная музыка

Е. Мурзин — изобретатель первого в мире электронного синтезатора.

Терменвокс, созданный русским изобретателем Львом Терменом приблизительно в 1919—1920 году, принято считать первым электронным инструментом в истории; на его принципе в 1929 году Николаем Обуховым изобретён «звучащий крест» (la croix sonore), а Николаем Ананьевым в 1930-м году — «сонар». Инженер Александр Гуров в 30-е годы изобретает неовиолену, И. Ильсаров — ильстон, А. Римский-Корсаков и А. Иванов — эмиритон. Композитор и изобретатель Арсений Авраамов занимался научной работой о синтезировании звука и провёл ряд экспериментов, которые позже лягут в основу советских электромузыкальных инструментов. Однако советское правительство в конце 30-х годов отнеслось к авангардной музыке прохладно, обвинив композиторов в «формализме».
В 1956 году Вячеслав Мещерин создаёт первый в СССР Ансамбль электромузыкальных инструментов (ЭМИ), в котором использовались терменвоксы, электроарфы, электроорганы, первый в СССР синтезатор «Экводин», а также был создан первый советский ревербератор. Стиль, в котором играл ансамбль Мещерина, на Западе называли «Space age pop». В 1957 году инженер Игорь Симонов собрал действующую модель шумофона (электроэолифона), c его помощью которого можно было извлекать различные тембры и созвучия шумового характера.
И синтезатор «Экводин», и оптический синтезатор «АНС» были выпущены малой серией; первым серийным электромузыкальным инструментом стал электроорган «Юность-70», разработанный в 1965-м году. Созданная Евгением Мурзиным в 1966-м году Московская экспериментальная студия электронной музыки (МЭСЭМ) стала базой для нового поколения экспериментаторов — Э. Артемьева, А. Немтина, Ш. Каллоша, С. Губайдулиной, А. Шнитке, В. Мартынова и др.. В странах Прибалтики в конце 70-х также появлялись свои первопроходцы: в Эстонии — Свен Грюнберг, в Литве — ВИА «Арго» под управлением Гедрюса Купрявичуса, в Латвии — группы «Опус» и «Зодиак».
В конце 1960-х годов в СССР появились музыкальные коллективы, играющие лёгкую электронную музыку (квартет «Электрон», ансамбль «Рококо», различные джазовые ансамбли). На государственном уровне эту музыку начали использовать для привлечения в страну иностранных туристов и для радиовещания на зарубежные страны. Однако постановлением Совета министров СССР № 319 от 20 мая 1969 года о роспуске части музыкальных коллективов и размагничивании некоторых записей на фирме «Мелодия» советская лёгкая электронная музыка (например, записи «От Паланги до Гурзуфа») была в значительной мере уничтожена.
В 73 году инженером В.Луговцом и конструктором Шавкуновым был изобретён одноголосный многотембровый ЭМИ «ФАЭМИ». Композитор А. Зацепин в 70-е годы сконструировал оркестроллу — вариант меллотрона.
В 80-е годы одной из наиболее распространённых моделей отечественных синтезаторов стал «Поливокс».
Электронная музыка СССР прямо повлияла на образование жанра «sovietwave».

## Джаз в СССР

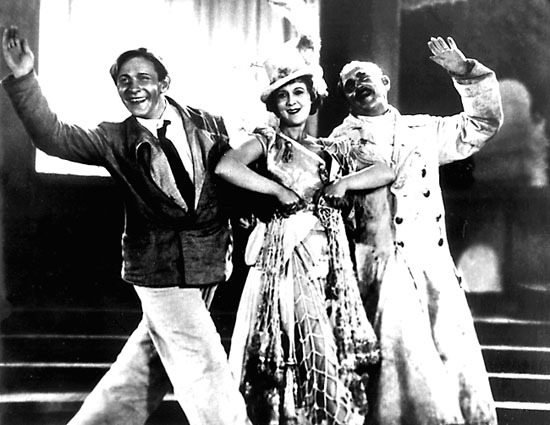
Фильм «Весёлые ребята» (слева направо: Леонид Утёсов, Любовь Орлова, Фёдор Курихин)

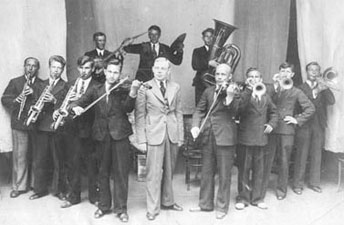
Джаз-оркестр Валентина Спориуса. Играл в Куйбышеве (Самара) перед сеансами в кинотеатре «Фурор». 1937.

Джаз-сцена зарождается в СССР в 20-е годы одновременно с её расцветом в США. Первый джаз-оркестр России был создан в Москве в 1922 г. поэтом, переводчиком, танцором, театральным деятелем В. Парнахом и носил название «Первый в РСФСР эксцентрический оркестр джаз-банд Валентина Парнаха». Первым профессиональным джазовым составом, выступившим в радиоэфире и записавшим пластинку считается оркестр пианиста и композитора Александра Цфасмана (Москва). Ранние советские джаз-банды специализировались на исполнении модных танцев (фокстрот, чарльстон).
Джаз приобрёл широкую популярность в 30-е, во многом благодаря ленинградскому ансамблю под руководством актёра и певца Леонида Утёсова и трубача Я. Б. Скоморовского. Кинокомедия с его участием «Весёлые Ребята» (1934) была посвящена истории джазового музыканта и имела соответствующий саундтрек (написанный Исааком Дунаевским). Утёсов и Скоморовский сформировали оригинальный стиль «теа-джаз» (театральный джаз), основанный на смеси музыки с театром, опереттой, большую роль в нём играли вокальные номера и элемент представления. В 1930—1940-х годах Леонид Утёсов и Александр Цфасман были самыми популярными джазовыми исполнителями.
Заметный вклад в развитие советского джаза внёс Эдди Рознер — композитор, музыкант и руководитель оркестров. Начав свою карьеру в Германии, Польше и других европейских странах, Рознер переехал в СССР и стал одним из пионеров свинга в СССР и зачинателем белорусского джаза. Среди других известных биг-бэндов тех лет — оркестры Александра Цфасмана и Александра Варламова, оркестр Олега Лундстрема, ансамбль «Мелодия» Георгия Гараняна.
В 1936—1941 годах существовал Государственный джаз-оркестр СССР.
Отношение советских властей к джазу было неоднозначным: отечественных джаз-исполнителей, как правило, не запрещали, но была распространена жёсткая критика джаза как такового, в контексте критики западной культуры в целом. В конце 40-х гг. во время борьбы с космополитизмом в СССР джаз переживал особо сложный период, когда коллективы, исполняющие «западную» музыку, подвергались гонениям. С началом «оттепели» репрессии в отношении музыкантов были прекращены, но критика продолжилась.
Многие мэтры советского джаза начинали свой творческий путь на сцене легендарного московского джаз-клуба Синяя Птица, который существовал с 1964 по 2010 год.
Одним из первых советских джаз-роковых ансамблей стала группа Арсенал саксофониста Алексея Козлова. Впоследствии ансамбль экспериментировал как с фри-джазом, так и с более традиционными формами. Среди исполнителей авангардного джаза выделяется трио ГТЧ (Ганелин—Тарасов—Чекасин), благодаря которому западная аудитория впервые услышала и высоко оценила советских музыкантов, исполняющих новаторские, свободные формы джаза.
В 1970—1980 годах джаз получил широкую популярность в кавказских республиках: созданы грузинский джазовый коллектив «Орэра» (1961), азербайджанский «Гая» (1972), которые существуют до сих пор; Государственный эстрадный оркестр Армении под руководством Константина Орбеляна входил в число ведущих джазовых коллективов СССР. В 1983 году вышел фильм «Мы из джаза», полностью посвящённый джазовой музыке.
Большой вклад в советский джаз внесли джазмены Борис Фрумкин, Виталий Долгов, Борис Матвеев, Вячеслав Ганелин, Геннадий Гольштейн, Владимир Данилин, Алексей Козлов, Роман Кунсман, Николай Левиновский, Виктор Фридман, Андрей Товмасян, Игорь Бриль, Леонид Чижик, Игорь Бутман. Самой известной джазовой вокалисткой является Лариса Долина.

## Эстрадная песня
«Артистами эстрады» в советское время, как правило, называли исполнителей традиционной популярной музыки (хотя собственно понятие «эстрада» значительно шире). Они исполняли песни, написанные профессиональными композиторами и поэтами. На советской эстраде преобладали сольные певцы и певицы с хорошими вокальными данными, владеющие музыкальным инструментом в объёме курса общего фортепиано (по крайней мере, не являющиеся по основной специальности музыкантами-инструменталистами) и не пишущие сами свой репертуар.
Среди артистов раннего периода — Леонид Утёсов (также один из пионеров советского джаза), Александр Вертинский, Любовь Орлова, Клавдия Шульженко, Георгий Виноградов, Вадим Козин, Рашид Бейбутов,   Владимир Бунчиков, Владимир Нечаев и Георгий Абрамов.

Среди артистов «оттепели» и эпохи «застоя» — Марк Бернес, Юрий Гуляев, Лариса Мондрус, Аида Ведищева, Капиталина Лазаренко, Гелена Великанова, Валентина Дворянинова, Раиса Неменова, Гертруда Юхина, Гюлли Чохели, Тамара Миансарова, Лидия Клемент, Нина Бродская, Вероника Круглова, Мария Пахоменко, София Ротару, Эдуард Хиль, Людмила Сенчина, Эдита Пьеха, Владимир Трошин, Майя Кристалинская, Олег Анофриев, Кола Бельды, Геннадий Белов, Вадим Мулерман, Галина Ненашева, Мария Лукач, Виктор Вуячич, Анна Герман, Валерий Ободзинский, Галина Беседина, Лев Барашков, Юрий Богатиков, Иосиф Кобзон, Муслим Магомаев, Людмила Зыкина, Ольга Воронец, Алла Пугачёва, Николай Гнатюк, Ксения Георгиади, Альберт Асадуллин, Валерий Леонтьев, Лайма Вайкуле, Лев Лещенко,  Яак Йоала, Валентина Толкунова, Ольга Зарубина, Сергей Захаров. 

Песни в исполнении этих артистов часто входили в саундтреки к кинофильмам, и наоборот, песни из кинофильмов часто входили в репертуар эстрадных артистов.
Поскольку традиционная популярная музыка была основным, официальным направлением советской эстрады, она подвергалась особо тщательной цензуре. Музыка к песням обычно писалась членами Союза композиторов (наиболее известные — Александра Пахмутова, Василий Соловьёв-Седой, Тихон Хренников, Давид Тухманов, Раймонд Паулс, Эдуард Ханок, Евгений Крылатов и др.), а тексты песен — профессиональными и благонадёжными поэтами (Михаил Матусовский, Василий Лебедев-Кумач, Николай Добронравов, Владимир Харитонов, Роберт Рождественский, Игорь Шаферан, Михаил Танич, Леонид Дербенёв, Юрий Энтин, Илья Резник, Григорий Виеру, Янис Петерс). Всё это определяло как высокие требования к материалу, так и узкие рамки творчества, особенно в плане лирики. Для эстрадных песен в основном писали либо патриотическую, либо любовную лирику.
Послевоенные годы на эстраде были временем больших надежд, песен о хорошем настроении и бесконечной любви; 60-е годы отражали идеи космополитизма и были полны душевности и разговоров о личном. Эстраду 70-х отличали доморощенность и задушевность, спокойствие и поиски; звучали песни о недавней войне и Родине, о любви. 70-е были временем расцвета ВИА и формирования национальных сцен со своим языком и звуком, а также расцвета музыкальных фестивалей, таких как «Песня года», «Международный фестиваль песни в Сопоте», «Интервидение» и «Золотой Орфей». В 1977 году также был создан первый в истории России музыкальный чарт — хит-парад «Звуковая дорожка» газеты «Московского комсомольца».
В конце 80-х годов, в разгар перестройки, советская песня стала восприниматься как «музыка компромиссов с советской властью» и потеряла свою актуальность и популярность.
• Мастера советской эстрады

## Вокально-инструментальные ансамбли

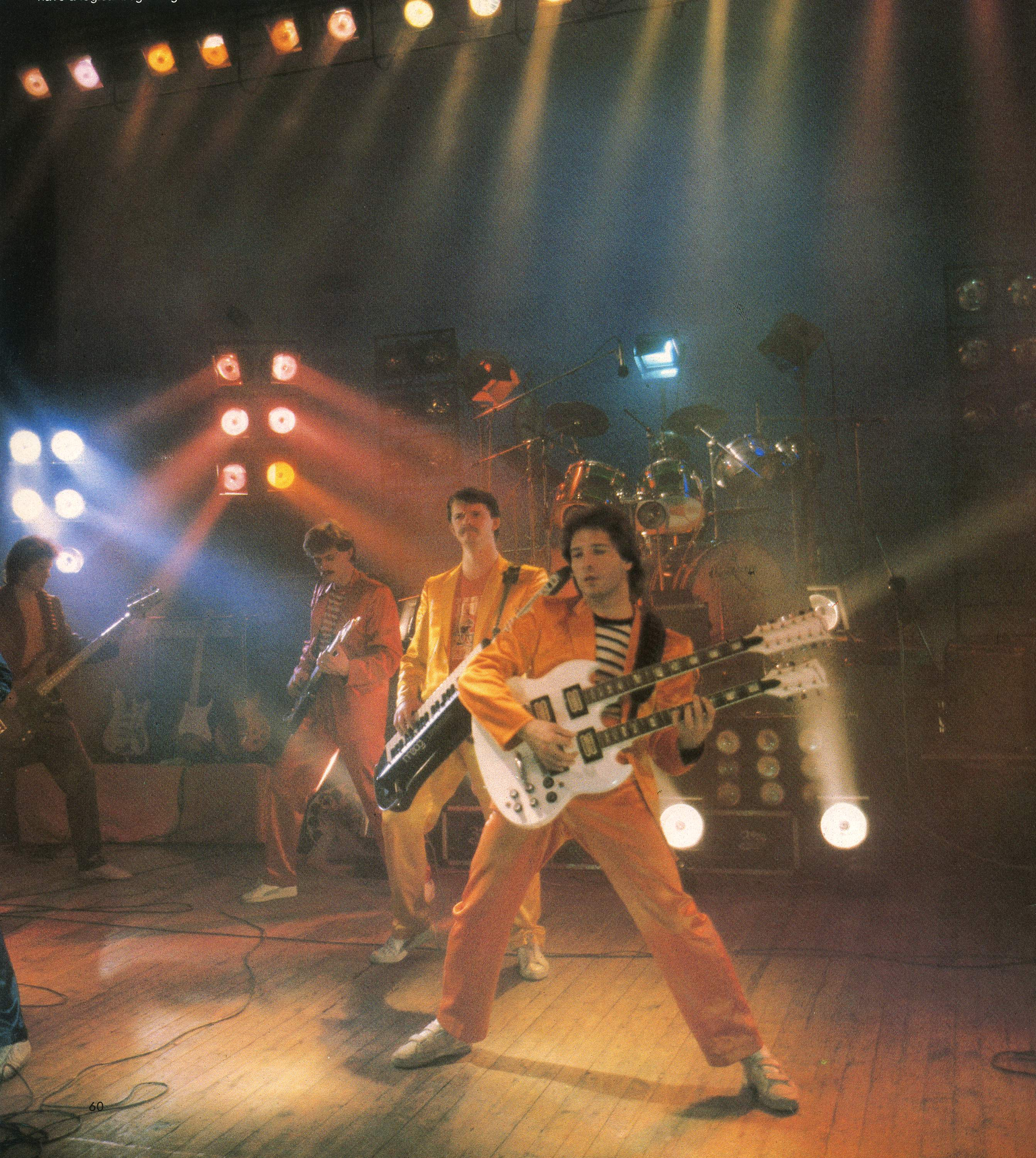
ВИА «Земляне», фото журнала
«Soviet Life» (США) октябрь 1984 года

Особой частью советской эстрады были музыкальные коллективы исполняющие популярную эстрадную музыку, официально именуемые как «вокально-инструментальные ансамбли» (ВИА), первые из них появились ещё в конце 1960-х годов. ВИА представляли собой официальные коллективы из профессиональных музыкантов, исполняли песни написанные профессиональными композиторами и поэтами (не обязательно членами группы), и прошедшие утверждение худсовета. Вместе с тем, стиль этих ансамблей заметно отличался от «традиционной эстрады» и был ориентирован на молодёжь. Официальный статус отделял ВИА от «авторской песни» того же периода. Пластинки ВИА издавались на рекорд-монополисте — фирме «Мелодия».
ВИА состояли из профессиональных музыкантов, во главе с художественным руководителем. Их составы бывали обширны — 6-10 и более человек, в них входили по нескольку вокалистов и мультиинструменталистов. Участники часто менялись, а различные песни могли исполняться различными солистами.
Среди самых известных ансамблей: «Песняры», «Поющие гитары», «Весёлые ребята», «Синяя птица», «Лейся, песня», «Цветы», «Земляне», «Самоцветы», «Иверия», «Поющие сердца», «Ариэль», «Верасы», «Сябры», «Красные маки», «Верные друзья», «Калинка», «Лада», «Акварели», «Голубые гитары», «Надежда», «Музыка», «Коробейники». Иногда ВИА выступали как аккомпанирующий состав известного сольного исполнителя, например: Юрий Антонов с группами «Аракс» и «Аэробус», Алла Пугачёва с ВИА «Ритм», затем с группой «Рецитал», София Ротару с ВИА «Червона рута», Роза Рымбаева с ВИА «Арай».
Стиль музыки, исполнявшийся ВИА, был разнообразен и неоднороден. Он включал в себя как фолк и народные песни, так и диско, рок-музыку и новую волну. Среди характерных инструментов, кроме гитар и ударных, присутствовали синтезаторы, духовые инструменты, и народные инструменты. Звучание ВИА многие рассматривают как специфический жанр в советской популярной музыке.
Многие советские и постсоветские эстрадные исполнители до начала сольной карьеры являлись солистами вокально-инструментальных ансамблей: Алла Пугачёва («Новый электрон», «Москвичи», «Весёлые ребята»), Александр Градский («Весёлые ребята»), Ирина Понаровская («Поющие гитары»), Роксана Бабаян («Голубые гитары»), Николай Расторгуев («Шестеро молодых», «Лейся, песня», «Здравствуй, песня!»), Валерий Кипелов («Шестеро молодых», «Лейся, песня», «Поющие сердца»), Александр Малинин («Музыка», «Метроном», «Цветы»), Ольга Зарубина («Музыка», «Метроном»), Александр Буйнов («Весёлые ребята»), Алексей Глызин («Добры молодцы», «Самоцветы», «Весёлые ребята»), Ирина Аллегрова («Электроклуб»), Игорь Тальков («Электроклуб»), Виктор Салтыков («Форум», «Электроклуб»).
1970-е годы были «золотым» периодом советских ВИА.
Проводился Всесоюзный телевизионный конкурс молодых исполнителей «С песней по жизни» (первый — в 1977, второй в 1978 году).
К концу 1980-х популярность многих ВИА 1960—1970-х годов заметно упала, многие ВИА распались. Новые поп-коллективы вместо вокально-инструментальных ансамблей, вокальных ансамблей, инструментальных ансамблей, стали привычно именоваться группами («Браво», «Секрет», «Электроклуб», «Форум», «Комбинация», «Ласковый май», «Мираж» и так далее).

## Авторская песня

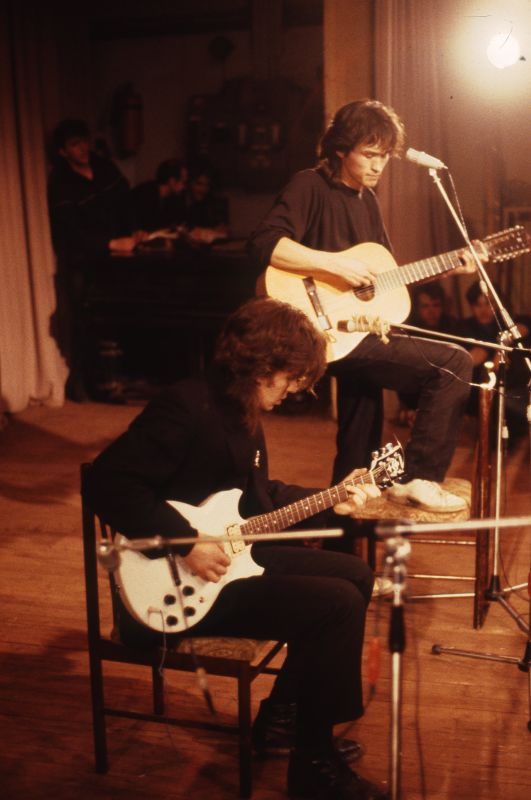
Группа «Кино», 1986 год

Авторской песней, или бардовской музыкой, называют движение, возникшее из исполнителей любительских песен студентов, геологов и туристов. Авторская песня возникла в художественной самодеятельности и быстро приобрела популярность. Её исполнителей называли «бардами». Барды исполняли песни под акустическую гитару, обычно без других инструментов. Среди наиболее известных бардов — Булат Окуджава, Александр Галич, Юрий Визбор, Владимир Высоцкий, Сергей и Татьяна Никитины.
Поклонники авторской песни образовывали клубы самодеятельной песни по всей стране. Хотя издания фонограмм бардовской песни были редки и чаще всего, делались энтузиастами самиздатом, многие песни становились популярны благодаря исполнению любителями.
Романтический этап развития авторской песни продолжался примерно до середины 1960-х годов. С середины 1960-х годов звучат сатирические и иронические произведения, появляется эстетика «песни протеста». Важное место в творчестве многих бардов занимала тема Великой Отечественной войны. В поздние годы СССР в лирическом направлении бардовской песни всё отчётливее звучали ностальгия по прошлому, горечь потерь и предательств, стремление сохранить себя, свои идеалы, тревога перед будущим. Эта лирико-романтическая линия была продолжена в творчестве бард-рокеров (А. Макаревич, Б. Гребенщиков, А. Холкин).

## Рок-музыка
Первые советские рок-группы появились ещё в середине 1960-х на волне битломании, однако до середины 1970-х они представляли собой в основном подражание музыке зарубежных исполнителей.
Среди сформировавшихся в 1970-е годы наиболее известными были: «Машина времени», «Аквариум», «Санкт-Петербург». Подобно бардам того периода, ранние рок-группы (как самодеятельные, так и профессионально-филармонические) распространяли свои музыкальные альбомы только через самиздат. Распространённой формой выступления многих самодеятельных исполнителей был квартирник — стихийный концерт на квартире у музыкантов или их знакомых с приглашением только близких друзей.
Несмотря на это, многие советские композиторы рубежа 70-х — 80-х годов, вполне легально работали в формате жанра рок-оперы. Наиболее известные из них: «Орфей и Эвридика» (премьера состоялась в Ленинграде 25 июля 1975), «Звезда и смерть Хоакина Мурьеты» (1975), ««Юнона» и «Авось»» (премьера в постановке режиссёра Марка Захарова состоялась 9 июля 1981).
Расцвет советского рока пришёлся на 1980-е годы, а с началом перестройки и гласности у музыкантов появилась возможность выступать на концертах, не опасаясь преследования за частное предпринимательство или тунеядство, как это было раньше. В СССР были созданы рок-клубы, сформировались известные, и частично по сей день действующие рок-группы, прошли первые официальные рок-фестивали («Весенние Ритмы, Тбилиси-80», «Литуаника» 85—89, «Рок-панорама» 86-87, «Подольск-87» и др.). На русский рок 1980-х большое влияние оказал жанр «новой волны»; также появились и первые группы в жанрах хеви-метал и панк-рок.

## Танцевальная и диско-музыка

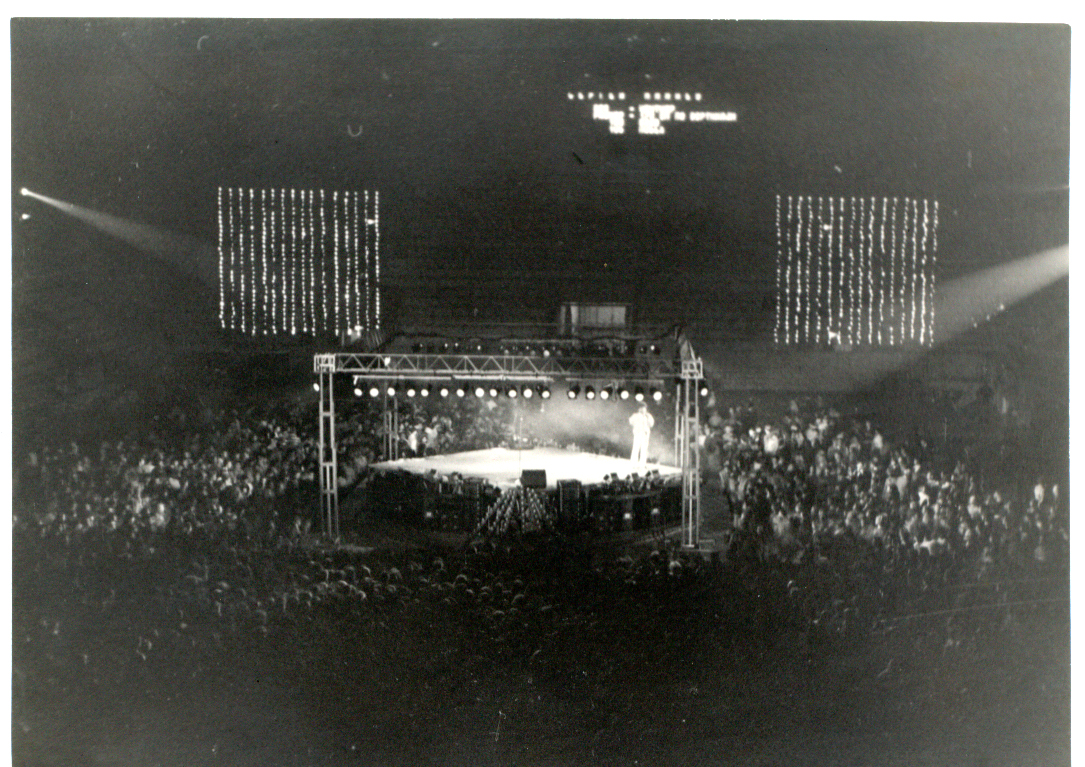
Первая в СССР дискотека на Малой спортивной арене «Лужников».
С. Минаев с песней «Маргарита».

Выпущенная в 1980 году пластинка «Кружатся диски» ВИА «Красные маки» считается одной из лучших советских диско-пластинок, благодаря которой слова «диск-жокей» и «дискотека» стали известны в самых удалённых уголках страны.
В 1984 году начинается «новая волна танцевальной музыки СССР». Магнитоальбом Юрия Чернавского «Автоматический комплект» считается одним из первых отечественных электропоп-альбомов. Первым ансамблем, исполняющим нечто совершенно новое, был «Форум» (вокалист Виктор Салтыков) — группа исполняла музыку, близкую к западному стилю хай-энерджи. Стили синтипоп и евро-диско начинают осваивать Алла Пугачёва, Лариса Долина, Ирина Отиева, ансамбль «Весёлые ребята», Аркадий Хоралов и многие другие. В 1987 году Виктор Салтыков переходит в группу, играющую в стиле электропоп с символичным названием «Электроклуб», где также начинала певица Ирина Аллегрова.
Во второй половине 80-х начинается период массовой легализации дискотек. Вдохновлённые музыкой немецкого евродиско-проекта «Модерн Токинг», появляются группы «Мираж», «Ласковый май» (солист Юрий Шатунов), получившие на рубеже десятилетий небывалый успех: песни, по музыке напоминающие «Бэд Бойз Блю» и «Модерн Токинг», прежде не исполняли 15-летние юноши, а аранжировка была зачастую любительской. Эти и подобные им группы, стали собирать стадионы и получили известность на всю страну. Тогда же стали появляться и «клоны» ансамблей, одновременно гастролирующие по всему СССР. Другие известные исполнители похожего стиля: Игорь Корнелюк, «Маки», «Сталкер», «Анонс», «Сладкий сон» (ныне Vasuta и «Сладкий сон»), «Левостороннее движение», «Комбинация» (солистка Алёна Апина), «Маленький принц», Рома Жуков, «Звёзды», «Фея», и другие.
В 1989 году евродиско и электропоп (которые часто обозначают как «диско 80-х») существенно потеснили успех многих популярных рок-групп того периода. В 1990-91 годах по количеству поклонников «Ласковый Май» превзошёл виднейшую певицу того времени Аллу Пугачёву. Однако с распадом СССР практически все они перестали существовать, либо начали играть совсем другую музыку.

## Система допуска к концертной деятельности, выступлениям и записи

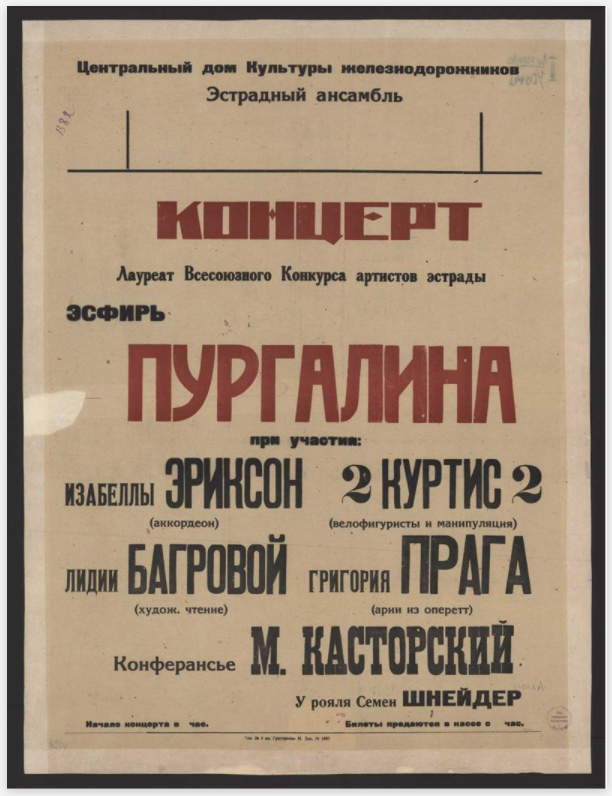
Пример афиши с «красной строкой» (1944)

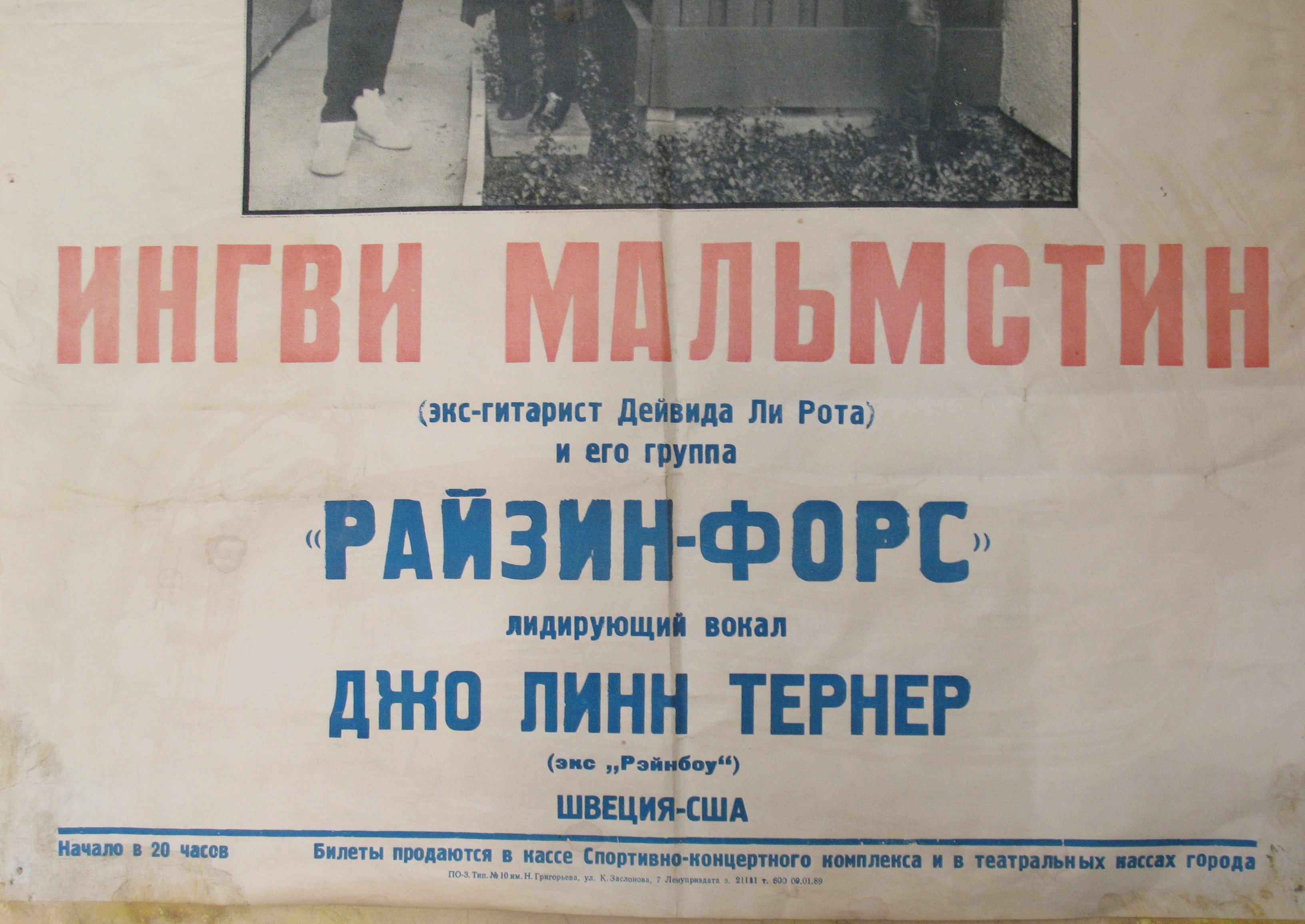
Пример позднеперестроечной афиши западного исполнителя (1989)

В отличие от западных стран, где концертная деятельность и студийная запись определяется коммерческой успешностью того или иного исполнителя, в СССР и странах соцлагеря она определялась политическими соображениями. К участию в концертах, грамзаписи, выступлениях по радио и телевидению нужно было иметь допуск. Для того, чтобы исполнителю в СССР и соцстранах получить соответствующий допуск и проводить концерты, записывать свои песни, выступать по радио и телевидению, ему необходимо было (до 1989 года):
1. Иметь соответствующее музыкальное образование, быть членом государственного творческого союза, иметь государственные награды и звания, звания лауреатов и дипломантов музыкальных конкурсов.
2. Получить одобрительное решение худсовета соответствующего уровня.

Худсовет, при этом, безоговорочно обладал функцией отбора исполнителей и их произведений. Исключение составляли иностранные исполнители, получившие визу на гастроли в СССР, либо чьи произведения были выпущены на пластинках советских предприятий звукозаписи. Таким образом, сформировался своего рода замкнутый круг — без профильного образования, членства в советских организациях, наличия наград и званий не допускали к самостоятельной концертной деятельности, самое лучшее, на что могли рассчитывать не имевшие всего перечисленного музыканты — это играть «на разогреве» у звёзд советской эстрады с одной или двумя песнями за вечер, а без допуска к концертам невозможно было получить все вышеперечисленные регалии. На концертных афишах имена исполнителей, получивших право на сольный концерт или отделение, писались красными буквами, всех остальных исполнителей соответственно — синими или чёрными, поэтому право исполнителя на отделение или на сольный концерт именовалось «Красная строка». «Получить красную строку» означало получить право на отделение или на сольный концерт. От этого, в частности, напрямую зависела зарплата исполнителей. От индивидуальных качеств, таланта и способностей исполнителей, их вокальных данных, музыкального слуха и тому подобного ничего не зависело, — допуск был обусловлен соблюдением вышеперечисленных условий.
«Красная строка», — подумал Артемьев, взглянув на афишу. Маша всю жизнь мечтала об этой строке на афише — и вот добилась».Лев Никулин. «Московские зори»
Такая же процедура допуска была предусмотрена для артистов разговорного жанра, юмористов, театральных артистов и других деятелей культуры и искусства, — как вспоминает по этому поводу Александр Ширвиндт: „Чтобы дорасти до 100 % мастерства при 25-рублевой ставке с правом на сольный концерт, нужно было прожить три жизни или родиться Аркадием Райкиным“ (более того, даже выделение места на кладбище для умерших именитых артистов зависело от их прижизненных официальных регалий, званий, титулов).
Именно это обстоятельство приводило к тому, что помимо «официоза», то есть легальной эстрады, значительная часть музыкального творчества «уходила в народ», к разного рода «квартирникам» и выступлениям на природе, феномену бардовской песни, не требовавшим согласования с вышестоящими инстанциями, поскольку самовольные выступления в городах расценивались как несанкционированные митинги и т. п., а если они в том или ином виде высмеивали советскую действительность, то за них полагалась уголовная ответственность по  ст. 70 «Антисоветская агитация и пропаганда», и ст. 190-1 УК «За распространение измышлений, порочащих советский государственный и общественный строй». Помимо того, несанкционированное исполнение произведений не прямо, а в завуалированной форме обыгрывавших советские реалии, могло привести к принудительному помещению в психиатрические учреждения с усиленным режимом, более того, в психбольницу тюремного типа могли поместить за пение песен у себя дома, если об этом донесли соседи или кто-либо из присутствовавших, — так, например, произошло с композитором Петром Старчиком). Аналогичным образом обстояло дело с зарубежными гастролями, чтобы стать «выездным» исполнителю необходимо было иметь вышеперечисленные достижения, не имеющие их исполнители, или заподозренные в антисоветских взглядах, были невыездными. Кроме того, артисты намеревавшиеся получить выездную визу для гастролей за рубежом, в обязательном порядке проходили собеседование в КГБ, по результатам которого принималось решение давать им визу на выезд или нет, а в гастролирующий за рубежом коллектив так же в обязательном порядке входил куратор от органов госбезопасности, надзиравший за поведением артистов за границей и принимавший решение о досрочном возвращении назад, если потребуется.
Этим явлениям певец Игорь Тальков посвятил свою песню «Сцена»:
Сцена… А дорогу к тебе преграждала нечистая сила. И того, кто ей душу запродал, — превозносила. Раздавая чины и награды тем бездарным, пронырливым гадам, настоящих и неподкупных сводила в могилу. Сцена…